# Área metropolitana de Murcia
El área metropolitana de Murcia es un área metropolitana de la Región de Murcia, en España, que tendría como núcleo central la ciudad de Murcia junto a otros nueve municipios.
No se ha constituido como entidad jurídica de acuerdo a la legislación española sobre administración local. Por tanto, su delimitación no es oficial, habiéndose propuesto diversas opciones.

## Área Urbana del Ministerio de Transportes

«Área urbana» de Murcia, según el Ministerio de Transportes.

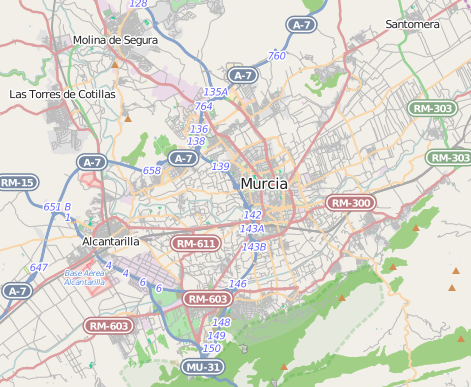
Parte central del área urbana de Murcia, con 3 núcleos de más de 20.000 habitantes en torno a la capital: Las Torres de Cotillas, Alcantarilla y Molina de Segura.

El Ministerio de Transportes de España considera que el «área urbana» de Murcia está formada por 10 municipios: Murcia, Molina de Segura, Alcantarilla, Las Torres de Cotillas, Archena, Santomera, Beniel, Ceutí, Alguazas y Lorquí. 
Según el padrón de 2023, el área urbana de Murcia tendría una población 687 269 habitantes, siendo la décima área urbana más poblada de España, con una superficie de 1.230,9 km² y contando con una densidad poblacional de 558 hab/km².
Aunque no está establecida oficialmente, el Gobierno de la Región de Murcia inició en 2022 el proceso para constituir el Área Metropolitana en torno a estos diez municipios.
A pesar de que tampoco existe una comarcalización oficial en la Región de Murcia, las localidades formantes del Área Urbana se han agrupado tradicionalmente en las comarcas de la Huerta de Murcia (Murcia, Alcantarilla, Beniel y Santomera), la Vega Media del Segura (Molina de Segura, Las Torres de Cotillas, Alguazas, Ceutí y Lorquí) y un municipio del Valle de Ricote (Archena).

## Otras propuestas
Proyecto Audes
Francisco Ruiz, participante del proyecto AUDES, delimitó el «área metropolitana» Murcia - Molina de Segura - Alcantarilla sobre la base del padrón de 1998.
Dicha área comprendería los municipios de Murcia, Molina de Segura, Alcantarilla, Las Torres de Cotillas, Archena, Ceutí, Alguazas, Librilla, Lorquí, Santomera.
Según el padrón de 2009, su población sería de 611.965 habitantes, con una superficie de 1233,2 km², lo que supone una densidad de 496,24 hab/km².
A su vez existiría una conurbación Murcia-Orihuela con la aglomeración del «área metropolitana» Murcia - Molina de Segura - Alcantarilla y el «área urbana» de Orihuela con una población total de 817.360 personas (2021), una superficie de 1.787'7 km² y una densidad de 445'54 hab/km².
World Gazetteer

Área Metropolitana de Murcia, según Francisco Ruiz.

Según cálculos de World Gazetteer, la aglomeración de Murcia tendría una población de 668.306 habitantes en el año 2010.
| Municipio              | Población | Extensión | Densidad |
| ---------------------- | --------- | --------- | -------- |
| Murcia                 | 467.501   | 886       | 528      |
| Molina de Segura       | 75.941    | 169,5     | 448      |
| Alcantarilla           | 43.040    | 16,2      | 2.650    |
| Las Torres de Cotillas | 22.305    | 38,8      | 575      |
| Archena                | 20.156    | 16,4      | 1.229    |
| Santomera              | 16.227    | 44,2      | 367      |
| Ceutí                  | 12.731    | 10,3      | 1.242    |
| Beniel                 | 11.462    | 10,1      | 1.139    |
| Alguazas               | 10.200    | 23,7      | 430      |
| Lorquí                 | 7.706     | 15,8      | 489      |
| AU Murcia              | 687.269   | 1230,9    | 558      |
| AU Orihuela            | 106.868   | 405,2     | 264      |
| Total conurbación      | 794.137   | 1.636,1   | 485,3    |

Espín Sánchez
David Espín Sánchez, doctor en Geografía por la Universidad de Murcia, delimitó dicha área en su publicación Aumento de la peligrosidad por calor extremo en el Área Metropolitana de Murcia: estudio de índices térmicos y olas de calor. Esta la compondría Murcia, Molina de Segura, Alcantarilla, Las Torres de Cotillas, Ceutí, Alguazas, Beniel, Lorquí y Santomera.

Área Metropolitana de Murcia, según David Espín Sánchez.